# Hepatotoksyczność
Hepatotoksyczność – cecha niektórych substancji chemicznych (w tym leków) polegająca na wywoływaniu uszkodzeń wątroby. Substancje wykazujące hepatotoksyczność to hepatotoksyny.
Przykłady substancji o potwierdzonym działaniu hepatotoksycznym:
- paracetamol[1][3]
- aflatoksyny